# あまのがわ
『あまのがわ』は、2019年2月9日公開の古新舜監督による日本映画。
第31回東京国際映画祭に特別招待作品として出品され、2018年10月30日にワールド・プレミア上映された。

## あらすじ
「心を無くした彼女は、身体を無くした彼と、旅に出る」
主人公の史織は、祭りの太鼓奏者であったが、教育に厳しい母親との葛藤から自分自身のやりたいことを見失ってしまう。祖母の入院をきっかけに鹿児島を訪れ、その道中で分身ロボットと出会う。史織は、神秘の島・屋久島で困難やトラブルに見舞われながら、自分探しの旅に出かける。

## 登場人物
琴浦 史織
演 - 福地桃子
鷲尾 星空（せいら）
演 - 柳喬之
天野 一彦
演 - 吉満寛人
仮谷 圭二
演 - マツモトクラブ
白鳥 奏
演 - 住岡梨奈
日高 猛
演 - 西田聖志郎
犬飼 雪葉
演 - 園田あいか
古井戸 守
演 - 竪山博之
藤城 健
演 - 水之直哉
鷲尾 靖子
演 - 杉本彩
琴浦 聡美
演 - 生田智子
上之園 菊江
演 - 水野久美

## スタッフ
- 監督・脚本・原作 - 古新舜
- 撮影監督 - 陣ヶ尾達也
- 音楽 - 石塚徹、石坂慶彦
- 照明 - 北井哲男、柴田耕助
- 録音 - 加唐学
- 美術 - 中澤修平
- 衣装 - 吉田摩奈美
- ビューティーディレクター - ビューティ★佐口
- 編集 - 伊藤伸行、古新舜
- 主題歌 - 住岡梨奈「あまのがわ」[2]
- プロデューサー - 森武彦、古新舜、松本沙織
- 制作プロデューサー - 赤間俊秀
- 助監督 - 山田祐輔
- 音楽プロデューサー - 田井モトヨシ
- 協力プロデューサー　田村昌裕、安藤大作、藤由達藏
- 地域協力プロデューサー - 植村耕二、黒坪則之、満留友和
- キャスティング - 渡邉直哉（パロマプロモーション）、柳井宏輝（パロマプロモーション）
- ポストプロダクションプロデューサー - 佐藤正晃
- 企画協力 - 番田雄太、吉藤オリィ
- 太鼓指導 - 魁粋太朗
- AI監修 - AIT
- 制作協力 - ザフール、アユダンテ
- 制作 - コスモボックス